# Albert Michallon
Albert Michallon (Grenoble, 8 giugno 1912 – Grenoble, 8 marzo 1975) è stato un chirurgo e politico francese di estrazione gollista.
Fu sindaco della città di Grenoble dal 1959 al 1965. Coprì anche il ruolo di Presidente del comitato di organizzazione delle Olimpiadi invernali di Grenoble che si tennero nel 1968.
L'ospedale più importante di Grenoble porta il suo nome anche se molti cittadini lo chiamano Hopital Nord, data la sua posizione geografica rispetto al centro della città.